# Gymnothorax albimarginatus
Gymnothorax albimarginatus là một loài cá lịch biển được tìm thấy ở đại dương quanh Nhật Bản và Đài Loan.